# アレッサンドロ・チルカーティ
アレッサンドロ・チルカーティ（Alessandro Circati, 2003年10月10日 - ）は、イタリア・フィデンツァ出身のプロサッカー選手。オーストラリア代表。パルマ・カルチョ1913所属。ポジションはディフェンダー。

## 経歴

### クラブ
2003年10月10日、サッカー選手のジャンフランコ・チルカーティを父として、イタリア・エミリア＝ロマーニャ州フィデンツァに生まれた。1歳の頃に家族と共にオーストラリアのパースに移住し、パースSCを経てパース・グローリーの下部組織に入団した。2019-20シーズンにはクラブの最優秀若手選手賞に選出される活躍を見せ、その後イングランドのレスター・シティやレディングのトライアルを受けたがブレグジットや新型コロナウイルス感染症の流行の影響もあり合意に至らず、その他ドイツのハノーファー96などヨーロッパの計4か国8クラブを巡った。その中で自身の出生地に近く、またかつて父親も所属していたイタリアのパルマ・カルチョ1913に2021年3月に加入した。
18歳で迎えた2022年1月、パルマと2024年6月までとなる自身初のプロ契約を結んだ。同年2月26日に行われた2021-22シーズンセリエB第26節のS.P.A.L.との試合で、GKジャンルイジ・ブッフォンの前に構える3バックの一角として初先発すると、対峙する元イタリア代表のFWジュゼッペ・ロッシを抑えプロデビューとなる試合を4-0の勝利で飾った。翌2023年6月にはクラブとの契約を2027年6月まで延長すると、9月24日に行われた2023-24シーズンセリエB第6節のサンプドリア戦でプロ初得点を決めた。

### 代表

#### イタリア代表
2022年3月、U-20イタリア代表に初選出され、同月28日に行われたU-20ノルウェー代表で先発出場しデビューを果たした。9月には出場機会こそ訪れなかったものの、U-21イタリア代表の招集を受けた。

#### オーストラリア代表
オーストラリア代表を率いるグラハム・アーノルド監督と連絡を取る中、生まれ育ったオーストラリアのA代表としてプレーすることを決断し、アルゼンチン代表との試合に向けたメンバーとして2023年6月にオーストラリア代表に初選出された。この際には出場機会は訪れなかったが、10月18日にイングランド・ロンドンのGtechコミュニティ・スタジアムで行われたニュージーランド代表との親善試合で、先発に名を連ねデビューを果たした。

## 個人成績

### クラブ
| 国内大会個人成績 | 国内大会個人成績 | 国内大会個人成績 | 国内大会個人成績 | 国内大会個人成績 | 国内大会個人成績 | 国内大会個人成績 | 国内大会個人成績 | 国内大会個人成績 | 国内大会個人成績 | 国内大会個人成績 | 国内大会個人成績 |
| 年度             | クラブ           | 背番号           | リーグ           | リーグ戦         | リーグ戦         | リーグ杯         | リーグ杯         | オープン杯       | オープン杯       | 期間通算         | 期間通算         |
| 年度             | クラブ           | 背番号           | リーグ           | 出場             | 得点             | 出場             | 得点             | 出場             | 得点             | 出場             | 得点             |
| イタリア         | イタリア         | イタリア         | イタリア         | リーグ戦         | リーグ戦         | イタリア杯       | イタリア杯       | オープン杯       | オープン杯       | 期間通算         | 期間通算         |
| ---------------- | ---------------- | ---------------- | ---------------- | ---------------- | ---------------- | ---------------- | ---------------- | ---------------- | ---------------- | ---------------- | ---------------- |
| 2021-22          | パルマ           | 39               | セリエB          | 6                | 0                | 0                | 0                | -                | -                | 6                | 0                |
| 2022-23          | パルマ           | 39               | セリエB          | 14               | 0                | 2                | 0                | -                | -                | 16               | 0                |
| 2023-24          | パルマ           | 39               | セリエB          | 29               | 1                | 3                | 0                | -                | -                | 32               | 2                |
| 2024-25          | パルマ           | 39               | セリエA          | 6                | 0                | 1                | 0                | -                | -                | 7                | 0                |
| 通算             | イタリア         | イタリア         | セリエB          | 49               | 1                | 5                | 0                | -                | -                | 54               | 1                |
| 通算             | イタリア         | イタリア         | セリエA          | 6                | 0                | 1                | 0                | -                | -                | 7                | 0                |
| 総通算           | 総通算           | 総通算           | 総通算           | 55               | 1                | 6                | 0                | 0                | 0                | 61               | 1                |

### 代表
| オーストラリア代表 | 国際Aマッチ | 国際Aマッチ |
| 年                 | 出場        | 得点        |
| ------------------ | ----------- | ----------- |
| 2023               | 1           | 0           |
| 2024               | 3           | 0           |
| 通算               | 4           | 0           |